# Шатлю (Изер)
Шатлю (фр. Châtelus) — коммуна во Франции, находится в регионе Рона — Альпы. Департамент коммуны — Изер. Входит в состав кантона Сюд Грезиводан. Округ коммуны — Гренобль.
Код INSEE коммуны — 38092. Население коммуны на 2012 год составляло 89 человек. Населённый пункт находится на высоте от 229 до 1269 метров над уровнем моря. Муниципалитет расположен на расстоянии около 480 км юго-восточнее Парижа, 90 км юго-восточнее Лиона, 32 км юго-западнее Гренобля. Мэр коммуны — Antoine Molina, мандат действует на протяжении 2014—2020 гг.
Динамика населения (INSEE):